# Frederick Etchen
Frederick Rudolph Etchen Sr., detto Fred (Coffeyville, 25 settembre 1884 – Phoenix, 6 novembre 1961), è stato un tiratore a segno statunitense, vincitore dell'oro olimpico nel tiro a piattello a squadre a Parigi 1924 insieme a Frank Hughes, William Silkworth, Samuel Sharman, John Noel e Clarence Platt.
Nella stessa edizione gareggiò anche nella tiro al piattello individuale classificandosi ventiquattresimo.

## Palmarès
- Giochi olimpici

Parigi 1924: oro nel tiro a piattello a squadre.